# Papustyla
Papustyla — род сухопутных лёгочных улиток из семейства Camaenidae подотряда Stylommatophora (Стебельчатоглазые). Типовой вид — Papustyla hindei. Тропические животные, обитают на островах Папуа-Новой Гвинеи.

## Виды
На декабрь 2023 в род включают 7 описанных вида:
- Papustyla chancei (J. C. Cox, 1870)
- Papustyla fergusoni (H. Adams, 1872)
- Papustyla hindei (J. C. Cox, 1886)
- Papustyla lilium (Fulton, 1905)
- Papustyla novaepommeraniae (I. Rensch & B. Rensch, 1929)
- Papustyla pulcherrima (I. Rensch, 1931)

## Внешний вид
Размер раковины — 38—42 мм. Раковина относительно крепкая, кубаревидно-конической формы с заострённым завитком. Наружная поверхность раковины гладкая. Общая окраска раковины — зелёная с тонкой жёлтой полоской, расположенной на периферийной части каждого оборота. Зелёный цвет придаёт раковине периостракум, тонкий наружный слой, состоящий из белка конхиолина. Под периостракумом раковина моллюска имеет жёлтый цвет. Устье округло-квадратное, изнутри ярко-белого цвета, с отогнутой внешней губой.

## Ареал
Вид является эндемиком острова Манус в Папуа-Новой Гвинеи, также имеется сообщение о находке вида на соседнем острове Лос-Негрос.
Ареал на острове Манус весьма сильно фрагментирован — известно всего лишь 12—13 разрозненных мест обитания вида. Вид приурочен к горным влажным тропическим лесам и некоторым лесным садам и плантациям (например, к таким, где выращивают саговые пальмы). Гораздо реже встречается в низинах и лесных районах с высокой плотностью населения человека.